# 5062 Ґленнміллер
5062 Ґленнміллер (5062 Glennmiller) — астероїд головного поясу, відкритий 6 лютого 1989 року.
Тіссеранів параметр щодо Юпітера — 3,600.